# Hevesaranyosi-fedémesi dombvidék
Hevesaranyosi-fedémesi dombvidék este o arie protejată (arie specială de conservare — SAC, sit de importanță comunitară — SCI) din Ungaria întinsă pe o suprafață de 1.238,04 ha, integral pe uscat.

## Localizare
Centrul sitului Hevesaranyosi-fedémesi dombvidék este situat la coordonatele 48°00′23″N 20°12′26″E / 48.006389°N 20.207222°E.

## Înființare
Situl Hevesaranyosi-fedémesi dombvidék a fost declarat sit de importanță comunitară în mai 2004 pentru a proteja 4 specii de plante și 8 specii de animale. Situl a fost protejat și ca arie specială de conservare în februarie 2010.

## Biodiversitate
Situată în ecoregiunea panonică, aria protejată conține 13 habitate naturale: Pajiști aluvionare inundabile, de Cnidion dubii, Tufărișuri subcontinentale peripanonice, Păduri stepice euro-siberiene cu Quercus spp., Păduri panonice-balcanice de stejar turcesc - stejar sesil, Pajiști stepice subpanonice, Pajiști uscate seminaturale și facies de acoperire cu tufișuri pe substraturi calcaroase (Festuco-Brometalia) (* situri importante pentru orhidee), Formațiuni de Juniperus communis pe lande sau pajiști calcaroase, Păduri panonice cu Quercus petraea și Carpinus betulus, Păduri aluvionare cu Alnus glutinosa și Fraxinus excelsior (Alno-Padion, Alnion incanae, Salicion albae), Fânețe de joasă altitudine (Alopecurus pratensis, Sanguisorba officinalis), Păduri panonice cu Quercus pubescens, Păduri de fag Asperulo-Fagetum, Liziere de ierburi înalte hidrofile de câmpie și de nivel montan până la alpin.
La baza desemnării sitului se află mai multe specii protejate:
- plante (4): papucul doamnei (Cypripedium calceolus), Echium russicum, sisinei (Pulsatilla grandis), Thlaspi jankae
- mamifere (3): liliac cârn (Barbastella barbastellus), liliac cu urechi de șoarece (Myotis blythii), liliac comun (Myotis myotis)
- nevertebrate (5): croitorul mare al stejarului (Cerambyx cerdo), orthosia schmidtii (Dioszeghyana schmidtii), fluturele de noapte (Eriogaster catax), Hypodryas maturna, rădașcă (Lucanus cervus)

Pe lângă speciile protejate, pe teritoriul sitului au mai fost identificate 18 specii de plante, 2 specii de amfibieni, 7 specii de nevertebrate, 3 specii de reptile.